# Torre Entel
Torre Entel é o nome de uma torre de telecomunicações de 127,4 metros de altura em Santiago, Chile. A Torre Entel possui um mirante aberto à visitação. A construção começou em 1970, durante a gestão de Eduardo Frei Montalva como presidente e foi inaugurada em 1974. Em 1976 realizou suas primeiras transmissões televisivas. Durante muitos anos foi o edifício mais alto do Chile e hoje continua a ser um símbolo de Santiago. A torre é construída em concreto, aço e alumínio.
Com quase 128 m de altura e 18 andares, foi após o término de sua construção em 1974, a estrutura arquitetônica mais alta do país, título que manteve até a inauguração da Torre Telefônica em 1996 com 143 m. Já superada em altura por outros edifícios, continua sendo a estrutura de maior destaque na comuna de Santiago, estando localizada próximo à Avenida Libertador General Bernardo O'Higgins e a um quarteirão do Palácio La Moneda, pelo que permaneceu como um ícone da cidade. Seu desenho representa uma tocha, uma antiga forma de telecomunicações.
A Torre Entel está localizada próximo à estação La Moneda do Metrô de Santiago por ser um local estratégico devido à proximidade do locais onde são feitas ligações à rede telefónica urbana.